# Tribuno laticlávio
O Tribuno laticlávio (em latim Tribunus laticlavius) era um subchefe da legião romana, eleito entre os membros jovens do senado, durante o Alto Império Romano. Tinha como superior o legado da Legião (Legatus Legionis). O posto foi criado durante as reformas militares de Augusto e foi suprimido pelo imperador Aureliano em meados do século III.
O cargo servia basicamente para que os senadores, que aspiravam a desempenhar postos importantes no esquema do estado imperial, tomassem contato com o exército romano, e não se esperava deles muito mais. Normalmente exerciam por um ano, embora existissem exceções notáveis, como foi o caso do imperador Trajano, que desempenhou três tribunados laticlávios em três legiões diferentes.
Os novos senadores iniciavam a sua carreira (cursus honorum) desempenhando algum dos postos do vigintivirato e a seguir eram nomeados tribuno laticlávio, embora, como havia mais legiões que cargos vigintivirais, podiam começar a sua carreira numa legião e depois serem vigintíviros ou, simplesmente, exercer somente o comando legionário.
Em combate, a sua missão era dirigir diretamente as duas primeiras coortes da legião, as mais veteranas e melhor mandadas e que raramente entravam em luta. No acampamento devia coordenar com o prefeito do acampamento os fornecimentos da unidade.
Em caso de ausência ou óbito do "legado", o tribuno laticlávio substituía-o assumindo o título de tribuno laticlávio do legado.
O cargo de tribuno laticlávio não existia nas legiões de guarnição no Egito, onde, ao ser propriedade pessoal do imperador, Augusto proibira a entrada dos senadores.
Septímio Severo, ao criar as legiões I Parthica, II Parthica e III Parthica decidiu que também não houvesse senadores no seu quadro de comando.
Finalmente, o imperador Galiano decidiu, ao reformar o exército romano, suprimir os comandos senatoriais, de maneira que o posto de tribuno laticlávio desapareceu em todas a legiões.